# 藤沢浅二郎
藤澤 浅二郎（藤沢-、ふじさわ あさじろう、天保暦 慶応2年4月25日 / グレゴリオ暦 1866年6月8日 - 1917年3月3日）は、日本の俳優、劇作家、ジャーナリストである。

## 人物・来歴
1866年6月8日（旧暦 慶応2年4月25日）、現在の京都府に生まれる。
長じて、京都市河原町通三條大黒町（現在の同市中京区大黒町）にあった平民新聞社で雑誌『活眼』の記者となり、1888年（明治21年）、中江兆民を主筆に大阪で創刊された『東雲新聞』（東雲新聞社）の記者となる。このころ、川上音二郎と知り合う。
1891年（明治24年）、川上音二郎が堺で旗揚げした書生芝居に参加、『板垣君遭難実記』、『日清戦争』等の戯曲を執筆、俳優としても舞台に立った。「川上音二郎一座」の副将となった。高田実らとも共演した。当時の当たり役は、尾崎紅葉の『金色夜叉』の「貫一」、菊池幽芳の『己が罪』の「塚口」等であった。
1908年（明治41年）11月11日、自費で、東京・牛込に東京俳優養成所を開設した。1910年（明治43年）、東京俳優学校と改称、1911年（明治44年）には閉校となった。諸口十九、田中栄三、勝見庸太郎、新井淳らを輩出した。このころから、吉沢商店目黒撮影所の映画に出演を始める。同撮影所は、吉沢商店が合併して日活となった翌年の1913年（大正2年）には日活向島撮影所となり、閉鎖された。日活向島の映画にも引き続き出演した。
1917年（大正6年）3月3日、東京府東京市浅草区今戸町（現在の東京都台東区今戸）で死去した。満50歳没。青山霊園に眠る。

## 主な出演映画

### 吉沢商店
1910年
- 『ハイカラ』 : 監督・脚本不明、共演木下吉之助
- 『保険ぎらい』 : 監督・脚本不明、原作益田太郎冠者、共演木下吉之助
- 『競艶録』 : 監督・脚本不明、共演木下吉之助・五味国太郎
- 『玉手箱』 : 監督・脚本不明、原作益田太郎冠者、共演木下吉之助・五味国太郎
- 『心の闇』 : 監督・脚本不明、共演木下吉之助・五味国太郎
- 『新野崎村』 : 監督・脚本不明、共演福島清
- 『貸間』 : 監督・脚本不明
- 『犠牲』 : 監督・脚本不明、共演木下吉之助・関根達発
- 『良心』 : 監督・脚本不明、共演木村操・関根達発

1911年
- 『影弁慶』 : 監督・脚本不明、共演木下吉之助
- 『松の緑』 : 監督・脚本不明、原作吉沢商店考案部、共演福島清
- 『見合い』 : 監督・脚本不明、原作松居松翁
- 『梅の月影』 : 監督・脚本不明
- 『天風組』 : 監督・脚本不明、原作田口掬汀、共演本郷座合同一座・村田正雄・佐藤歳三
- 『約束ちがい』 : 監督・脚本不明
- 『はこべ売』 : 監督・脚本不明
- 『金貸と武士』 : 監督・脚本不明、共演木下吉之助
- 『隣の女』 : 監督・脚本不明、原作紅葉山人
- 『薬ちがい』 : 監督・脚本不明、原作吉沢商店考案部
- 『走馬燈』 : 監督・脚本不明
- 『河内屋』 : 監督・脚本不明、共演木下吉之助・関根達発
- 『坂本竜馬』 : 監督・脚本不明
- 『しめだし』 : 監督・脚本不明
- 『炎』 : 監督・脚本不明、共演木下吉之助
- 『女文士』 : 監督・脚本不明
- 『闇と光』 : 監督・脚本不明

### 日活向島撮影所
1913年
- 『八重欅』 : 監督・脚本不明、共演村田正雄
- 『天風組』 : 監督・脚本不明、共演村田正雄・関根達発・福島清 - 1911年吉沢作品の再映

1915年
- 『鳩の家』 : 監督・脚本不明、共演坊藤三郎・五月操・大村正雄
- 『狂美人』 : 監督細山喜代松、共演関根達発・立花貞二郎・五月操・大村正雄・横山運平・水島亮太郎・土方勝三郎

## 関連事項
- 新派

## 註
1. 1 2 3 4 5 6 7 8 9 10 11 12  藤沢浅二郎、『朝日日本歴史人物事典』、執筆藤木宏幸、朝日新聞出版、コトバンク、2009年12月25日閲覧。
2. ↑  東雲新聞、デジタル大辞泉、小学館、コトバンク、2009年12月25日閲覧。